# Будкі (Пшасниський повіт)
Будкі (пол. Budki) — село в Польщі, у гміні Хожеле Пшасниського повіту Мазовецького воєводства.
Населення — 274 особи (2011).
У 1975—1998 роках село належало до Остроленцького воєводства.

## Демографія
Демографічна структура станом на 31 березня 2011 року:
|          | Загалом | Допрацездатний вік | Працездатний вік | Постпрацездатний вік |
| -------- | ------- | ------------------ | ---------------- | -------------------- |
| Чоловіки | 137     | 28                 | 101              | 8                    |
| Жінки    | 137     | 35                 | 73               | 29                   |
| Разом    | 274     | 63                 | 174              | 37                   |